# Gregorio Marañón (metrostation)
Gregorio Marañón is een metrostation in het stadsdeel Chamberi van de Spaanse hoofdstad Madrid dat werd geopend op 22 januari 1998. Het station en het bovenliggende plein zijn genoemd naar de vooraanstaande arts die de endocrinologie in Spanje bevorderde. Het gelijknamige ziekenhuis ligt niet bij dit metrostation maar ruim 1,5 kilometer ten zuidoosten daarvan. 

## Geschiedenis
In 1995 werd begonnen met een project om lijn 10 ten noorden van Alonso Martínez door te trekken en samen te voegen met de in 1982 geopende lijn 8. In dezelfde tijd werd begonnen met de verlenging van  lijn 7 ten westen van  Avenida de América. De beide lijnen kruisen elkaar bij de Plaza Gregorio Marañón waar dan ook een overstapstation kwam. 
Lijn 7 was begin jaren 70 gebouwd als groot-profiellijn om de oostelijke voorsteden te verbinden met de oostrand van de binnenstad waar op lijn 4 overgestapt kon worden. De toenmalige lijn 8 werd als groot-profiellijn onder het noorden van de stad in 1982 geopend om,  in verband met het WK voetbal dat in 1982 in Spanje gehouden werd, het Estadio Santiago Bernabéu per metro bereikbaar te maken. Lijn 10 is voortgekomen uit een project uit 1947 voor een voorstadslijn, de F.C. Suburbano de Carabanchel a Chamartín de la Rosa (FCS), die Carabanchel en Chamartin met het centrum moest verbinden. Het deel van de FCS ten zuiden van Plaza de España werd als klein-profiellijn gebouwd en in 1961 geopend en in 1962 werd het tracé onder binnenstad met Alonso Martínez als noordelijk eindpunt verder uitgewerkt, zonder dat tot aanleg werd overgegaan. Dit deel werd in 1981 geopend, maar een doorgaande verbinding met Chamartin kwam er toen niet. 
Station Gregorio Marañón en de aansluitende tunnels werden gebouwd voor groot-profielmaterieel en de verbinding tussen lijn 10 en de toenmalige lijn 8 was op 22 januari 1998 gereed. Op 13 maart 1998 werd het station tijdelijk het westelijke eindpunt van lijn 7 totdat die op 16 oktober 1998 verder naar het westen werd doorgetrokken. De samenvoeging van lijn 10 met de toenmalige lijn 8 betekende dat het in 1947 beoogde traject van de FCS alsnog werd gerealiseerd, zij het als metro. Het hele traject kreeg lijnnummer 10 en nummer 8 werd korte tijd later toegekend aan een nieuwe metrolijn naar het vliegveld. De diensten op lijn 10 werden onderhouden met klein-profielmaterieel tot op 22 oktober 2002 de hele lijn geschikt was voor groot-profielmaterieel. 
Van 3 tot en met 18 december 2022 was het station weer even eindpunt toen het traject Gregorio Marañón - Cartagena was gesloten in verband met asbestverwijdering op de perrons van lijn 7 bij Avenida de América. 

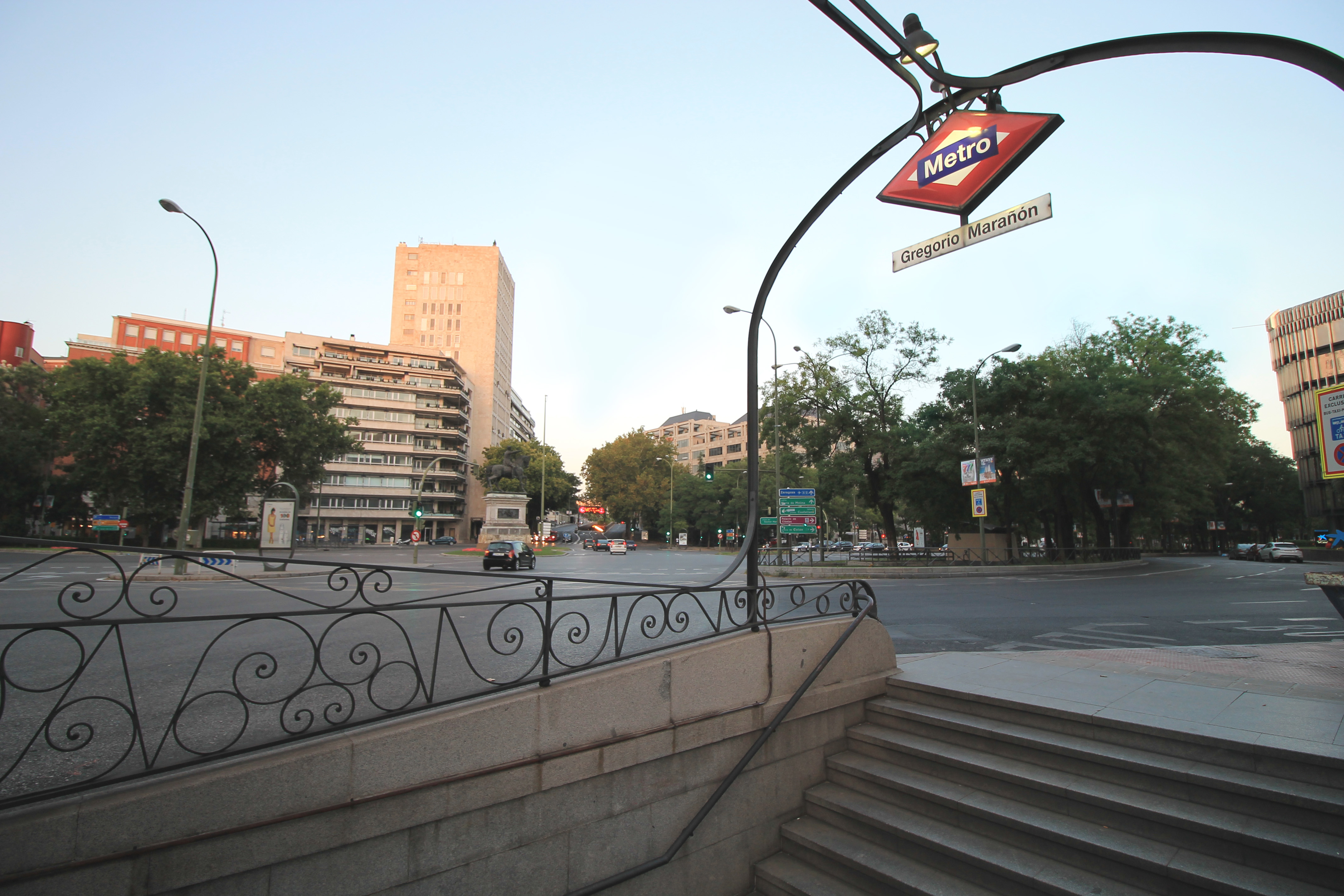
De zuidelijke toegang in de zuidwesthoek van het plein
Ligging van de metrolijnen bij  Gregorio Marañón

## Ligging en inrichting
Het station ligt onder de westkant van het gelijknamige plein met een stationshal op niveau -1. De sporen en perrons van lijn 10 liggen noord-zuid op niveau -2, het perron voor de metro's naar het zuiden is met de stationshal verbonden via een loopbrug. Voor de andere richting is er een vaste trap geflankeerd door roltrappen tussen de stationshal en een zijhal op niveau -2 die direct aansluit op het perron. De sporen en perrons van lijn 7 liggen haaks op die van lijn 10 op niveau -3 onder de Calle José Abascal. Deze perrons zijn verbonden met de zijhal naast lijn 10 en aan de oostkant zijn deze perrons met trappen en roltrappen verbonden met het perron voor de metro's naar het zuiden.  

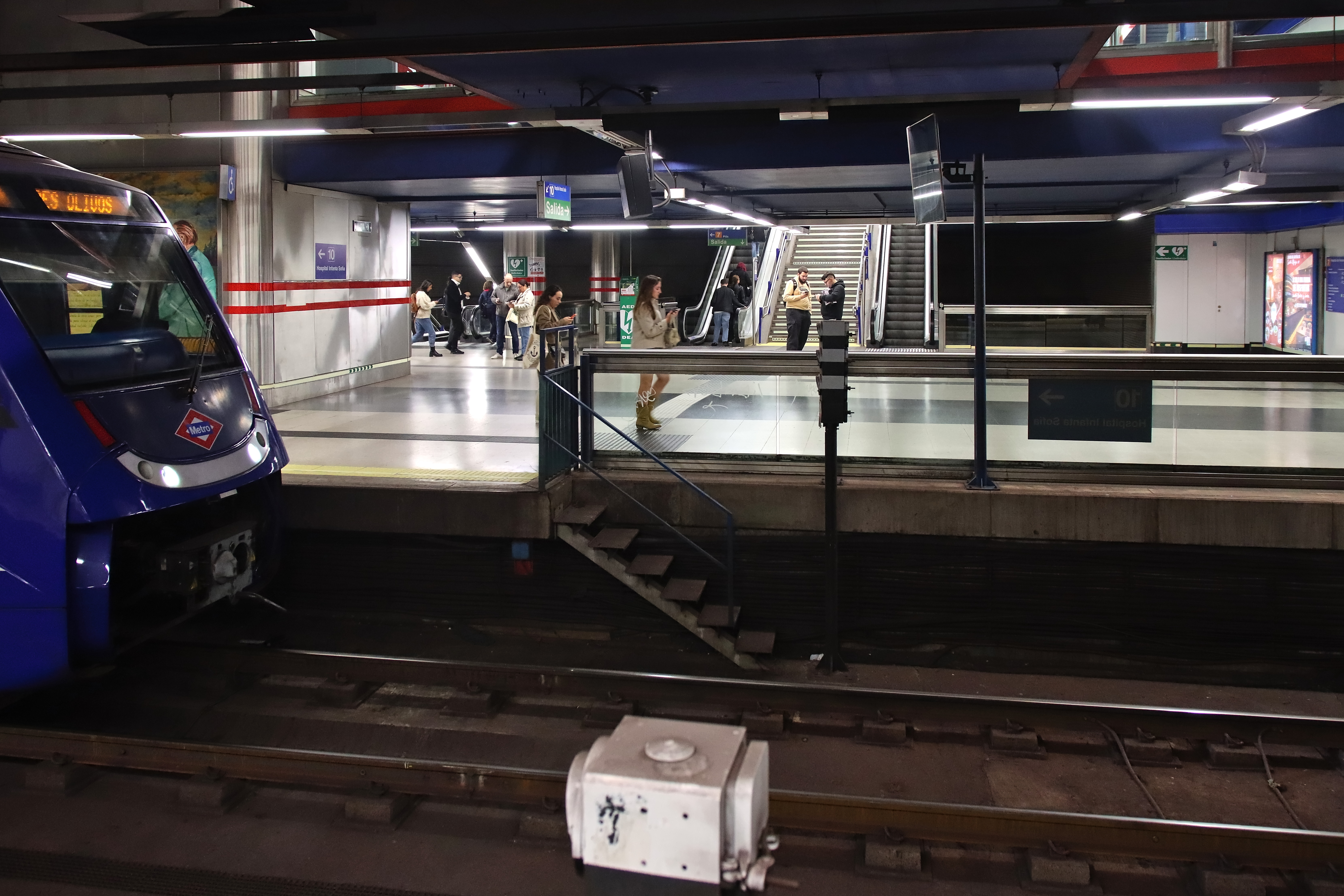
De zijhal naast het perron van lijn 10
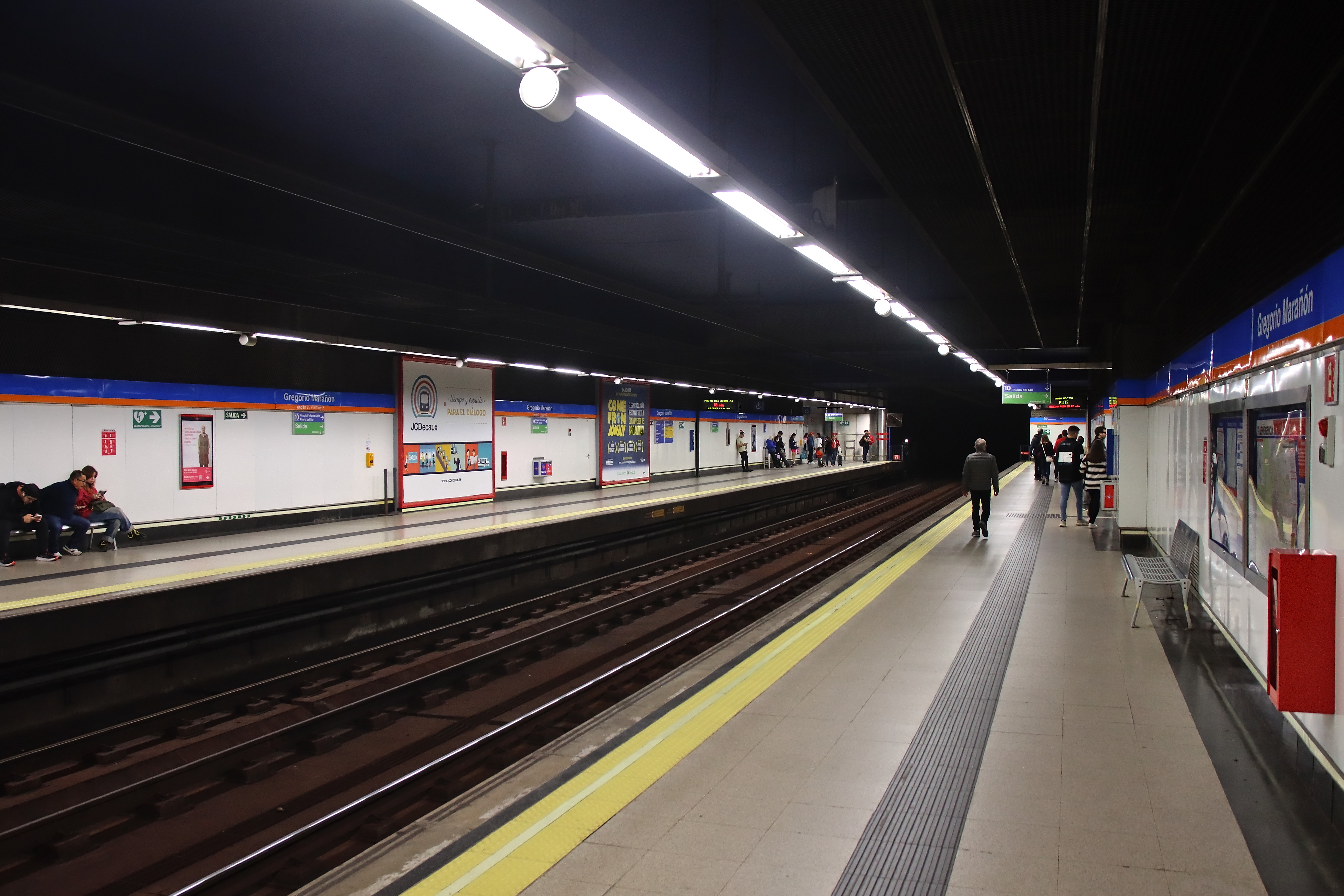
Sporen en perrons van lijn 7
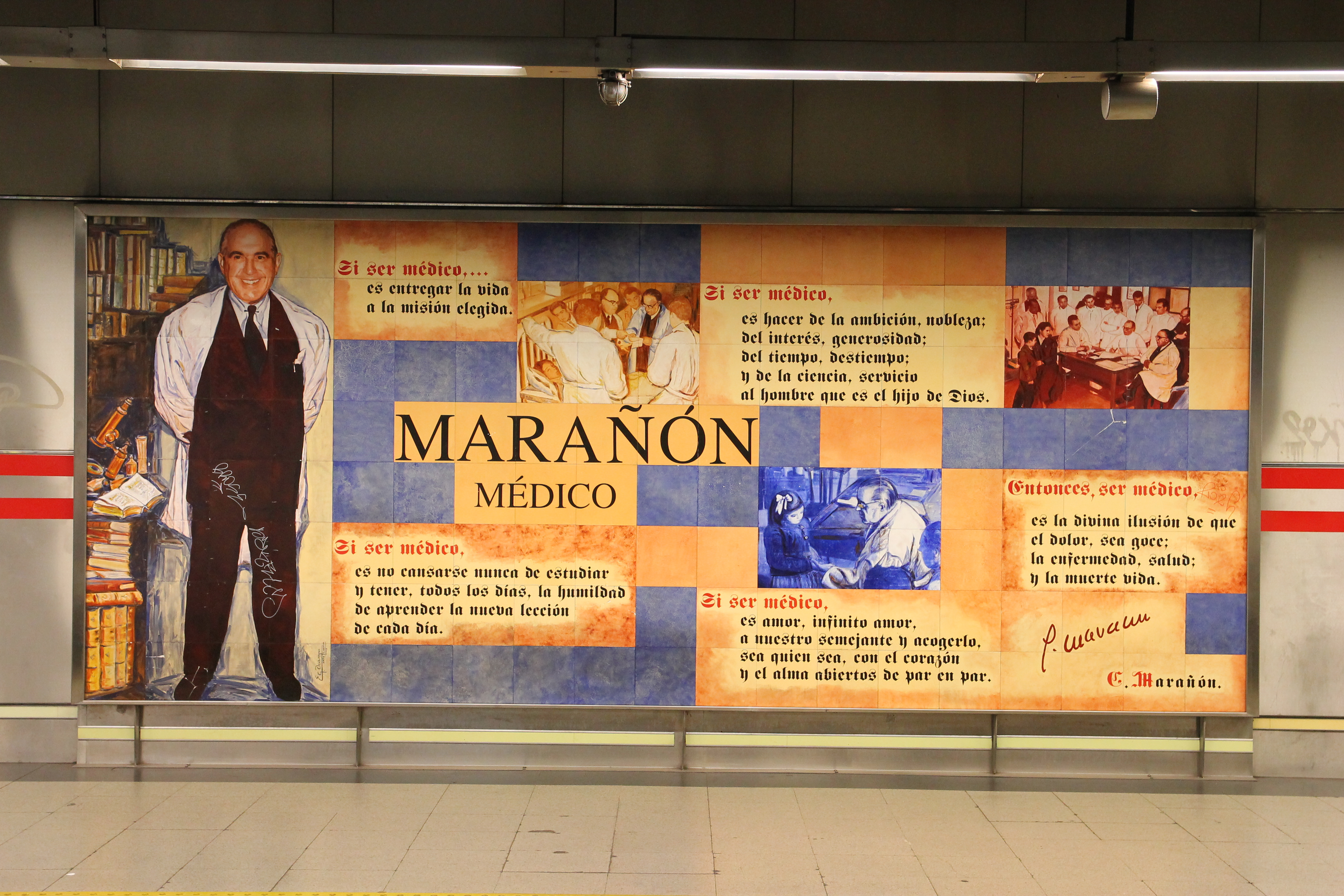
Informatie over Gregorio Marañón als muurschildering in het station